# Severin Kiefer
Severin Kiefer (ur. 11 października 1990 w Kuchl) – austriacki łyżwiarz figurowy, startujący w parach sportowych z Miriam Ziegler. Trzykrotny uczestnik igrzysk olimpijskich (2014, 2018, 2022) oraz 9-krotny mistrz Austrii (2011–2016, 2018, 2020, 2021).
W latach 2004–2013 Kiefer występował jako solista równolegle ze startami w parach sportowych ze Stiną Martini. W 2013 roku zakończył karierę indywidualną i rozpoczął starty z Miriam Ziegler. Para wystąpiła na Zimowych Igrzyskach Olimpijskich 2014 w Soczi zajmując 17. miejsce oraz 20. lokatę w Pjongczangu 2018.

## Osiągnięcia

### Pary sportowe

#### Z Miriam Ziegler

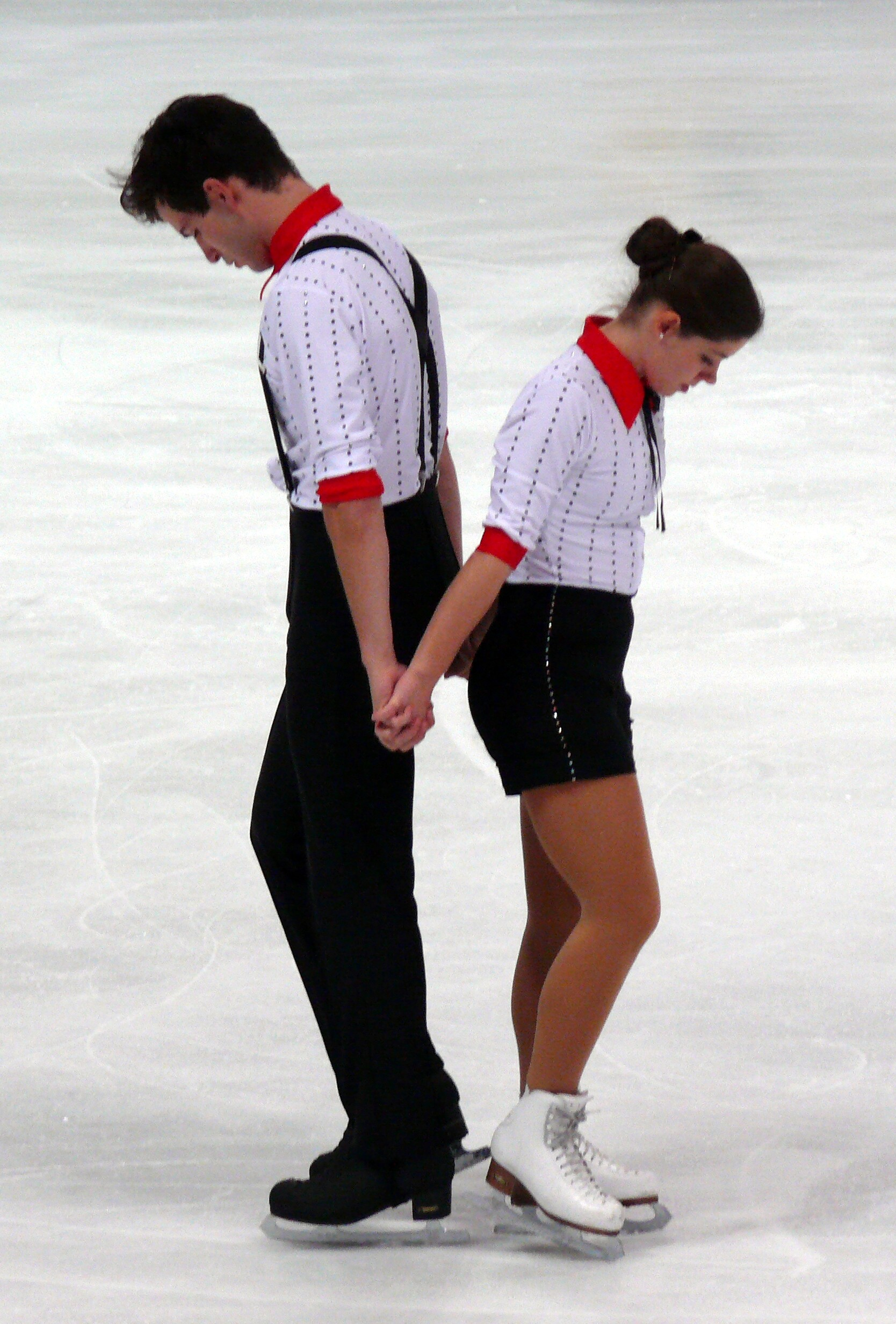
Ziegler / Kiefer na zawodach Nebelhorn Trophy 2013

| Zawody                        | 13–14          | 14–15          | 15–16          | 16–17          | 17–18          | 18–19          | 19–20          | 20–21          | 21–22          |                |                |                |                |                |                |                |                |
| Międzynarodowe                | Międzynarodowe | Międzynarodowe | Międzynarodowe | Międzynarodowe | Międzynarodowe | Międzynarodowe | Międzynarodowe | Międzynarodowe | Międzynarodowe | Międzynarodowe | Międzynarodowe | Międzynarodowe | Międzynarodowe | Międzynarodowe | Międzynarodowe | Międzynarodowe | Międzynarodowe |
| ----------------------------- | -------------- | -------------- | -------------- | -------------- | -------------- | -------------- | -------------- | -------------- | -------------- | -------------- | -------------- | -------------- | -------------- | -------------- | -------------- | -------------- | -------------- |
| Zimowe igrzyska olimpijskie   | 17             |                |                |                | 20             |                |                |                | 18             |                |                |                |                |                |                |                |                |
| Mistrzostwa świata            | 22             | 18             | 21             | 18             | 14             | 10             | C              | 11             | 7              |                |                |                |                |                |                |                |                |
| Mistrzostwa Europy            | 12             | 8              | 9              | 9              | 7              | WD             | 6              |                |                |                |                |                |                |                |                |                |                |
| GP Internationaux de France   |                | 8              | 8              | 6              |                |                | 5              | C              |                |                |                |                |                |                |                |                |                |
| GP NHK Trophy                 |                |                |                | 6              | 6              |                |                |                |                |                |                |                |                |                |                |                |                |
| GP Rostelecom Cup             |                |                |                |                | 6              | 4              | 4              |                |                |                |                |                |                |                |                |                |                |
| GP Skate America              |                | 8              |                |                |                |                |                |                |                |                |                |                |                |                |                |                |                |
| GP Skate Canada International |                |                | 6              |                |                |                |                |                |                |                |                |                |                |                |                |                |                |
| GP Grand Prix Helsinki        |                |                |                |                |                | 4              |                |                |                |                |                |                |                |                |                |                |                |
| CS Finlandia Trophy           |                |                |                |                |                |                | 4              |                |                |                |                |                |                |                |                |                |                |
| CS Lombardia Trophy           |                |                |                |                | 6              |                |                |                |                |                |                |                |                |                |                |                |                |
| CS Nebelhorn Trophy           |                |                |                |                | 4              |                | 8              |                |                |                |                |                |                |                |                |                |                |
| CS Memoriał Ondreja Nepeli    |                |                | 5              |                |                |                |                |                |                |                |                |                |                |                |                |                |                |
| CS Ice Challenge              |                | 2              |                |                |                |                |                |                |                |                |                |                |                |                |                |                |                |
| CS Tallinn Trophy             |                |                |                |                |                | 1              |                |                |                |                |                |                |                |                |                |                |                |
| International Challenge Cup   |                |                |                |                |                | 2              | 1              |                |                |                |                |                |                |                |                |                |                |
| Cup of Nice                   |                | 5              | 2              | 2              |                |                |                |                |                |                |                |                |                |                |                |                |                |
| Cup of Tyrol                  |                |                |                | 1              |                |                |                |                |                |                |                |                |                |                |                |                |                |
| Ice Challenge                 | 4              |                |                |                |                |                |                |                |                |                |                |                |                |                |                |                |                |
| Merano Cup                    | 4              |                |                |                |                |                |                |                |                |                |                |                |                |                |                |                |                |
| Nebelhorn Trophy              | 12             |                |                |                |                |                |                |                |                |                |                |                |                |                |                |                |                |
| Minsk-Arena Ice Star          |                |                |                |                |                | 1              |                |                |                |                |                |                |                |                |                |                |                |
| Uniwersjada                   | 5              |                |                |                |                |                |                |                |                |                |                |                |                |                |                |                |                |
| Krajowe                       |                |                |                |                |                |                |                |                |                |                |                |                |                |                |                |                |                |
| Mistrzostwa Austrii           | 1              | 1              | 1              |                | 1              |                | 1              | 1              |                |                |                |                |                |                |                |                |                |

#### Z Martini

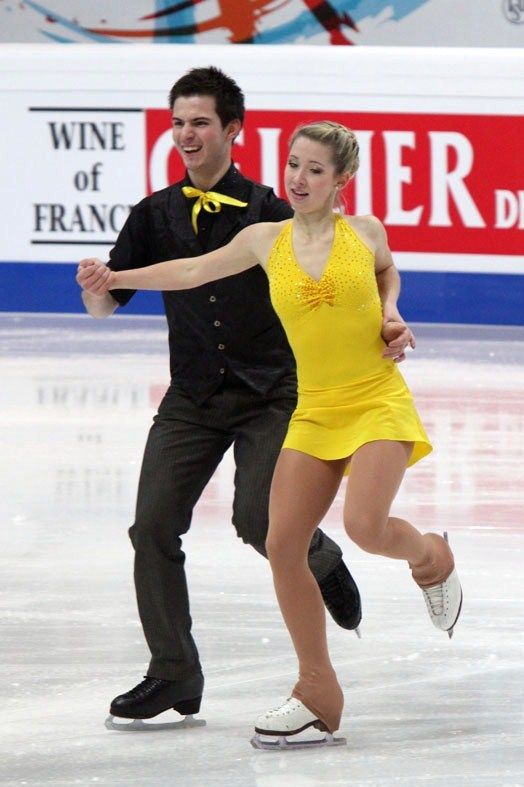
Martini / Kiefer na mistrzostwach Europy 2011

| Zawody                                | 09–10          | 10–11          | 11–12          | 12–13          |                |                |                |                |                |                |                |                |                |                |                |                |                |
| Międzynarodowe                        | Międzynarodowe | Międzynarodowe | Międzynarodowe | Międzynarodowe | Międzynarodowe | Międzynarodowe | Międzynarodowe | Międzynarodowe | Międzynarodowe | Międzynarodowe | Międzynarodowe | Międzynarodowe | Międzynarodowe | Międzynarodowe | Międzynarodowe | Międzynarodowe | Międzynarodowe |
| ------------------------------------- | -------------- | -------------- | -------------- | -------------- | -------------- | -------------- | -------------- | -------------- | -------------- | -------------- | -------------- | -------------- | -------------- | -------------- | -------------- | -------------- | -------------- |
| Mistrzostwa świata                    |                | 21             | 22             |                |                |                |                |                |                |                |                |                |                |                |                |                |                |
| Mistrzostwa Europy                    |                | 15             | 15             | 13             |                |                |                |                |                |                |                |                |                |                |                |                |                |
| Cup of Nice                           |                |                |                | 6              |                |                |                |                |                |                |                |                |                |                |                |                |                |
| Golden Spin Zagrzeb                   |                |                | 5              | 2              |                |                |                |                |                |                |                |                |                |                |                |                |                |
| Ice Challenge                         |                | 8              |                |                |                |                |                |                |                |                |                |                |                |                |                |                |                |
| Mont Blanc Trophy                     |                | 5              |                |                |                |                |                |                |                |                |                |                |                |                |                |                |                |
| NRW Trophy                            |                | 8              |                |                |                |                |                |                |                |                |                |                |                |                |                |                |                |
| Międzynarodowe: Kategorie młodzieżowe |                |                |                |                |                |                |                |                |                |                |                |                |                |                |                |                |                |
| Mistrzostwa Świata Juniorów           | 20             | 16             | 15             |                |                |                |                |                |                |                |                |                |                |                |                |                |                |
| JGP w Austrii                         |                |                | 16             |                |                |                |                |                |                |                |                |                |                |                |                |                |                |
| JGP w Niemczech                       | 21             |                |                |                |                |                |                |                |                |                |                |                |                |                |                |                |                |
| Ice Challenge                         |                |                | 3 J            |                |                |                |                |                |                |                |                |                |                |                |                |                |                |
| Krajowe                               |                |                |                |                |                |                |                |                |                |                |                |                |                |                |                |                |                |
| Mistrzostwa Austrii                   | 1 J            | 1              | 1              | 1              |                |                |                |                |                |                |                |                |                |                |                |                |                |

### Soliści
| Zawody                                | 04–05          | 05–06          | 06–07          | 07–08          | 08–09          | 09–10          | 10–11          | 11–12          | 12–13          | 13–14          |                |                |                |                |                |                |                |
| Międzynarodowe                        | Międzynarodowe | Międzynarodowe | Międzynarodowe | Międzynarodowe | Międzynarodowe | Międzynarodowe | Międzynarodowe | Międzynarodowe | Międzynarodowe | Międzynarodowe | Międzynarodowe | Międzynarodowe | Międzynarodowe | Międzynarodowe | Międzynarodowe | Międzynarodowe | Międzynarodowe |
| ------------------------------------- | -------------- | -------------- | -------------- | -------------- | -------------- | -------------- | -------------- | -------------- | -------------- | -------------- | -------------- | -------------- | -------------- | -------------- | -------------- | -------------- | -------------- |
| Ice Challenge                         |                |                |                |                |                | 26             |                | 11             |                | 9              |                |                |                |                |                |                |                |
| Merano Cup                            |                |                |                |                |                | 17             | 12             |                |                |                |                |                |                |                |                |                |                |
| Mladost Trophy                        |                |                |                |                |                |                |                |                | 2              |                |                |                |                |                |                |                |                |
| Mont Blanc Trophy                     |                |                |                |                |                | 8              |                |                |                |                |                |                |                |                |                |                |                |
| Nebelhorn Trophy                      |                |                |                |                |                |                | 22             |                |                |                |                |                |                |                |                |                |                |
| Triglav Trophy                        |                |                |                |                |                | 11             | 11             | 6              | 7              |                |                |                |                |                |                |                |                |
| Międzynarodowe: Kategorie młodzieżowe |                |                |                |                |                |                |                |                |                |                |                |                |                |                |                |                |                |
| Mistrzostwa Świata Juniorów           |                |                |                | 27             |                |                |                |                |                |                |                |                |                |                |                |                |                |
| Krajowe                               |                |                |                |                |                |                |                |                |                |                |                |                |                |                |                |                |                |
| Mistrzostwa Austrii                   | 1 N            | 3 J            | 1 J            | 1 J            | 2 J            | 4              | 4              | 3              | 3              | 3              |                |                |                |                |                |                |                |